# Semantični leksikon
Semantični leksikon je slovar besed s semantičnimi razredi. Je del slovnice, ki se ukvarja z znanjem o posamezni besedi ali morfemu, ki ga govorci, poslušalci in bralci posedujejo. To vključuje tudi semantične lastnosti. Semantični leksikon ne razporeja besed glede na kategorije lastnosti, temveč glede na povezave med njimi. Besede, ki imajo enake semantične lastnosti, pripadajo istemu semantičnemu razredu. Tako na primer vse besede, ki so povezane z besedo ženska, pripadajo temu semantičnemu razredu. Različni razredi si lahko delijo iste značilnosti. Zaradi razvrstitve v razrede lahko ob uporabi semantične mreže povežemo neznane besede.

## Seznam semantičnih leksikonov
- WordNet
- EuroWordNet
- Multilingual Central Repository
- Global Wordnet